# Női 4 × 400 méteres váltófutás a 2020. évi nyári olimpiai játékokon
A 2020. évi nyári olimpiai játékokon az atlétika női 4 × 400 méteres váltófutás versenyszámát 2021. augusztus 5–7. között rendezték a tokiói olimpiai stadionban. Az aranyérmet, ahogy 1996 óta mindig, ezúttal is az Egyesült Államok csapata nyerte.

## Rekordok
A versenyt megelőzően a következő rekordok voltak érvényben:
| Világrekord     | Szovjetunió (URS) · Tatyjana Ledovszkaja, Olga Nazarova, Marija Pinyigina, Olha Brizhina | 3:15,17 | Szöul, Dél-Korea | 1988. október 1. |
| Olimpiai rekord | Szovjetunió (URS) · Tatyjana Ledovszkaja, Olga Nazarova, Marija Pinyigina, Olha Brizhina | 3:15,17 | Szöul, Dél-Korea | 1988. október 1. |

A versenyen új rekord nem született.

## Eredmények
Az időeredmények perc:másodpercben értendők. A rövidítések jelentése a következő:
| - WR: világrekord - WL: a szezon legjobb ideje a világon - OR: olimpiai rekord - AR: kontinens rekord - NR: országos rekord | - PB: egyéni legjobb eredménye - SB: 2021-ben az addigi legjobb eredménye - DNS: nem indult a futamon - DNF: nem ért célba |

### Előfutamok
Minden előfutam első három helyezettje automatikusan a döntőbe jutott. Az összesített eredmények alapján további két csapat jutott a döntőbe.
1. előfutam
| H  | Pálya | Nemzet                | Versenyzők                                                                              | Reakcióidő | E       | Mj    |
| -- | ----- | --------------------- | --------------------------------------------------------------------------------------- | ---------- | ------- | ----- |
| 1. | 3     | Lengyelország (POL)   | Anna Kiełbasińska, Iga Baumgart-Witan, Małgorzata Hołub-Kowalik, Justyna Święty-Ersetic | 0,161      | 3:23,10 | Q, SB |
| 2. | 8     | Kuba (CUB)            | Zurian Hechavarría, Rose Mary Almanza, Sahily Diago, Lisneidy Veitía                    | 0,194      | 3:24,04 | Q, SB |
| 3. | 4     | Belgium (BEL)         | Naomi Van Den Broeck, Imke Vervaet, Paulien Couckuyt, Camille Laus                      | 0,139      | 3:24,08 | Q, NR |
| 4. | 5     | Németország (GER)     | Corinna Schwab, Carolina Krafzik, Laura Müller, Ruth Spelmeyer                          | 0,168      | 3:24,77 | SB    |
| 5. | 9     | Franciaország (FRA)   | Sokhna Lacoste, Amandine Brossier, Brigitte Ntiamoah, Floria Gueï                       | 0,279      | 3:25,07 | SB    |
| 6. | 6     | Svájc (SUI)           | Léa Sprunger, Silke Lemmens, Rachel Pellaud, Yasmin Giger                               | 0,153      | 3:25,90 | NR    |
| 7. | 7     | Ausztrália (AUS)      | Bendere Oboya, Kendra Hubbard, Ellie Beer, Anneliese Rubie-Renshaw                      | 0,197      | 3:30,61 | SB    |
|    | 2     | Bahama-szigetek (BAH) | Doneisha Anderson, Megan Moss, Brianne Bethel, Anthonique Strachan                      | 0,297      | DNF     |       |

2. előfutam
| H  | Pálya | Nemzet                 | Versenyzők                                                                 | Reakcióidő | E       | Mj    |
| -- | ----- | ---------------------- | -------------------------------------------------------------------------- | ---------- | ------- | ----- |
| 1. | 8     | Egyesült Államok (USA) | Kaylin Whitney, Wadeline Jonathas, Kendall Ellis, Lynna Irby               | 0,177      | 3:20,86 | Q, SB |
| 2. | 9     | Jamaica (JAM)          | Junelle Bromfield, Roneisha McGregor, Janieve Russell, Stacey-Ann Williams | 0,177      | 3:21,95 | Q, SB |
| 3. | 3     | Nagy-Britannia (GBR)   | Emily Diamond, Zoey Clark, Laviai Nielsen, Nicole Yeargin                  | 0,169      | 3:23,99 | Q, SB |
| 4. | 7     | Hollandia (NED)        | Lieke Klaver, Lisanne de Witte, Laura de Witte, Femke Bol                  | 0,220      | 3:24,01 | q, NR |
| 5. | 6     | Kanada (CAN)           | Alicia Brown, Sage Watson, Madeline Price, Kyra Constantine                | 0,162      | 3:24,05 | q, SB |
| 6. | 5     | Ukrajna (UKR)          | Katerina Klimjuk, Alina Lohvinenko, Viktorija Tkacsuk, Anna Rizsikova      | 0,173      | 3:24,50 | SB    |
| 7. | 4     | Olaszország (ITA)      | Maria Benedicta Chigbolu, Alice Mangione, Petra Nardelli, Rebecca Borga    | 0,150      | 3:27,74 | SB    |
| 8. | 2     | Fehéroroszország (BLR) | Aljakszandra Hilmanovics, Julija Bliznyec, Elvira Herman, Aszterija Limaj  | 0,214      | 3:33,00 |       |

### Döntő
| H     | Pálya | Nemzet                 | Versenyzők                                                                              | Reakcióidő | E       | Mj |
| ----- | ----- | ---------------------- | --------------------------------------------------------------------------------------- | ---------- | ------- | -- |
| Arany | 7     | Egyesült Államok (USA) | Sydney McLaughlin, Allyson Felix, Dalilah Muhammad, Athing Mu                           | 0,145      | 3:16,85 | SB |
| Ezüst | 4     | Lengyelország (POL)    | Natalia Kaczmarek, Iga Baumgart-Witan, Małgorzata Hołub-Kowalik, Justyna Święty-Ersetic | 0,183      | 3:20,53 | NR |
| Bronz | 5     | Jamaica (JAM)          | Roneisha McGregor, Janieve Russell, Shericka Jackson, Candice McLeod                    | 0,192      | 3:21,24 | SB |
| 4.    | 3     | Kanada (CAN)           | Alicia Brown, Madeline Price, Kyra Constantine, Sage Watson                             | 0,179      | 3:21,84 | SB |
| 5.    | 9     | Nagy-Britannia (GBR)   | Ama Pipi, Jodie Williams, Emily Diamond, Nicole Yeargin                                 | 0,163      | 3:22,59 | SB |
| 6.    | 2     | Hollandia (NED)        | Lieke Klaver, Lisanne de Witte, Laura de Witte, Femke Bol                               | 0,207      | 3:23,74 | NR |
| 7.    | 8     | Belgium (BEL)          | Naomi Van Den Broeck, Imke Vervaet, Paulien Couckuyt, Camille Laus                      | 0,173      | 3:23,96 | NR |
| 8.    | 6     | Kuba (CUB)             | Zurian Hechavarría, Rose Mary Almanza, Sahily Diago, Lisneidy Veitía                    | 0,219      | 3:26,92 |    |